# 3187 Dalian
3187 Dalian este un asteroid din centura principală, descoperit pe 10 octombrie 1977 de Observatorul Zijinshan.